# Außenwinkelsatz

Der Außenwinkelsatz ist ein mathematischer Satz der ebenen Geometrie. Er besagt, dass jeder Außenwinkel eines Dreiecks so groß ist wie die beiden nicht anliegenden Innenwinkel zusammen. Er wurde erstmals im 3. Jh. v. Chr. als Satz 32 in Buch 1 der Elemente Euklids bewiesen.

## Formulierung des Satzes

Innenwinkel α, β, γ und Außenwinkel α′, β′, γ′ eines Dreiecks in der euklidischen Ebene

Der Außenwinkelsatz der euklidischen Geometrie besagt, dass der Außenwinkel an einer Ecke eines Dreiecks stets gleich der Summe der Innenwinkel an den beiden anderen Ecken ist; beispielsweise ist in einem Dreieck {\displaystyle ABC} die Summe der Innenwinkel an den Ecken {\displaystyle A} und {\displaystyle B} gleich dem Außenwinkel an der Ecke {\displaystyle C}.

## Beweis
Der Außenwinkelsatz ist eine einfache Folgerung aus dem Satz von der Winkelsumme, denn für die mit {\displaystyle \alpha }, {\displaystyle \beta } und {\displaystyle \gamma } bezeichneten (Innen-)Winkel des {\displaystyle \triangle {ABC}} gilt {\displaystyle \alpha +\beta +\gamma =180^{\circ }}, und somit auch {\displaystyle 180^{\circ }-\alpha =\beta +\gamma }; wie denn für den Außenwinkel {\displaystyle \alpha '} an der Ecke {\displaystyle A} gilt, dass er als Ergänzungswinkel zum Innenwinkel {\displaystyle \alpha } einen Betrag von {\displaystyle 180^{\circ }-\alpha } hat. Damit erhält man sofort den Außenwinkelsatz:
{\displaystyle \alpha '=\beta +\gamma }.
Analog beweist man {\displaystyle \beta '=\alpha +\gamma } und {\displaystyle \gamma '=\alpha +\beta }.

## Schwacher Außenwinkelsatz
Der schwache Außenwinkelsatz, auch als Satz vom Außenwinkel bezeichnet, sagt:
Jeder Außenwinkel eines beliebigen Dreiecks ist stets strikt größer als jeder der beiden nichtanliegenden Innenwinkel.
In Formeln:
{\displaystyle \alpha '>\beta ,\alpha '>\gamma ,\beta '>\alpha ,\beta '>\gamma ,\gamma '>\alpha ,\gamma '>\beta }.
Es folgt, dass jeder Innenwinkel stets strikt kleiner als jeder der beiden nichtanliegenden Außenwinkel ist.
Der schwache Außenwinkelsatz findet sich als Satz 16 in Buch 1 der Elemente Euklids. Da er sich unabhängig vom Parallelenaxiom beweisen lässt, gilt er im Gegensatz zum normalen Außenwinkelsatz auch in der absoluten Geometrie und damit in nichteuklidisch Geometrien.

### Beziehung zwischen Außenwinkelsatz und schwachem Außenwinkelsatz
Der schwache Außenwinkelsatz folgt offensichtlich aus dem Außenwinkelsatz. Man kann ihn aber auch ohne Benutzung des Außenwinkelsatzes mittels Kosinussatz und Cauchy-Schwarz-Ungleichung beweisen und dann den Außenwinkelsatz unter Hinzunahme des Parallelenaxioms aus dem schwachen Außenwinkelsatz herleiten.
Aus dem Parallelenaxiom und dem schwachen Außenwinkelsatz folgt nämlich, dass die Innenwinkelsumme im Dreieck 180° beträgt, woraus sich dann mit dem oben angeführten Beweis der Außenwinkelsatz in seiner starken Form ergibt.

## Folgerungen
Der Außenwinkelsatz – selbst in seiner ohne Annahme des Parallelenaxioms gültigen schwachen Form – zieht eine Reihe von Folgerungen nach sich, von denen die Folgenden oft genannt werden:
1. In jedem Dreieck liegt der größeren Seite stets der größere Winkel gegenüber und umgekehrt dem größeren Winkel stets die größere Seite.
2. In jedem Dreieck ist die Summe der Längen zweier Seiten strikt größer als die Länge der dritten Seite. (Dreiecksungleichung)
3. Mindestens zwei der drei Innenwinkel eines beliebigen Dreiecks sind spitze Winkel.
4. Die Winkelsumme zweier Innenwinkel eines beliebigen Dreiecks ist stets kleiner als ein gestreckter Winkel.

Aus dem (unter Annahme des Parallelenaxioms geltenden) Außenwinkelsatz ergibt sich, wenn man die übliche Winkelmessung in Grad zugrunde legt und zugleich für jeden Eckpunkt als Außenwinkel immer nur einen der beiden Nebenwinkel des zugehörigen Innenwinkels berücksichtigt, unmittelbar eine weitere Folgerung:
Die Summe der Außenwinkel eines Dreiecks beträgt {\displaystyle 360^{\circ }}.
Diese Folgerung lässt sich noch verallgemeinern. Denn in der euklidischen Ebene hat die entsprechende Aussage darüber hinaus sogar Gültigkeit für alle konvexen Vielecke – unabhängig von der Anzahl der Eckpunkte:
In der euklidischen Ebene beträgt die Summe der Außenwinkel eines konvexen Vielecks beliebiger Eckenzahl stets {\displaystyle 360^{\circ }}.
Letzteres Resultat wird vereinzelt ebenfalls als Außenwinkelsatz bezeichnet.

## Der Außenwinkelsatz in der absoluten Geometrie
Der Beweis des schwachen Außenwinkelsatzes beruht nicht auf dem Parallelenaxiom und er gehört damit zu den Sätzen der absoluten Geometrie. (Als absolute Geometrie werden diejenigen Teile der euklidischen Geometrie bezeichnet, die das Parallelenaxiom nicht benötigen und die deshalb auch in nichteuklidischen Geometrien wie z. B. der hyperbolischen Geometrie gültig sind.)
In David Hilberts Grundlagen der Geometrie tritt der schwache Außenwinkelsatz als Satz vom Außenwinkel auf. Laut Hilbert ist er ein „fundamentaler Satz, der schon bei Euklid eine wichtige Rolle spielt und aus dem eine Reihe wichtiger Tatsachen folgt“.
Der Außenwinkelsatz ist zum schwachen Außenwinkelsatz logisch äquivalent, wenn man zusätzlich zu den Axiomen der absoluten Geometrie auch das Parallelenaxiom verwendet.
In der Literatur zur absoluten Geometrie wird teilweise auch der schwache Außenwinkelsatz als „Außenwinkelsatz“ (oder auch „Erster Satz zum Außenwinkel“) bezeichnet, der Außenwinkelsatz dann als „Starker Außenwinkelsatz“ (oder auch „Zweiter Satz vom Außenwinkel“).
Beim schwachen Außenwinkelsatz spielt der Größenvergleich zweier Winkel eine wesentliche Rolle. Gemäß Hilbert gilt grundsätzlich, dass je zwei Winkel entweder gleich, also kongruent, sind oder ungleich, wobei letzterenfalls von beiden einer strikt kleiner ist als der andere, welcher dann der strikt größere ist, oder umgekehrt. Dabei wird von gestreckten Winkeln und überstumpfen Winkeln abgesehen. Man erreicht unter diesen Rahmenbedingungen den Größenvergleich zweier Winkel mittels Antragen, wobei der eine Winkel an einen Schenkel des anderen im Scheitelpunkt angetragen wird in der Weise, dass sich das Innere des angetragenen Winkels mit dem Inneren des anderen in dem gemeinsamen Schenkel und noch weiteren Punkte überschneidet. Die Entscheidung hinsichtlich der Größenfrage richtet sich dann danach, ob der freie Schenkel des angetragenen Winkels ganz im Inneren des anderen Winkels liegt oder nicht. Der angetragene Winkel ist im ersten Falle der kleinere, im gegenteiligen Falle der größere. Lassen sich auf diesem Wege die Inneren beider Winkel sogar zur Deckung bringen, sind beide Winkel gleich; anderenfalls sind sie ungleich.

## Der Außenwinkelsatz in nichteuklidischen Geometrien

### Hyperbolische Geometrie
Wie in jeder auf den Axiomen Euklids (ohne Parallelenaxiom) beruhenden Geometrie gilt auch in der hyperbolischen Geometrie der schwache Außenwinkelsatz. Hingegen gilt der Außenwinkelsatz in seiner starken Form in der hyperbolischen Geometrie nicht, stattdessen hat man den sogenannten verschärften Außenwinkelsatz in der hyperbolischen Geometrie:
In der hyperbolischen Ebene ist jeder Außenwinkel eines beliebigen Dreiecks strikt größer als die Winkelsumme der beiden nichtanliegenden Innenwinkel.
Dieser verschärfte Außenwinkelsatz wird auch Außenwinkelsatz der Lobatschewski-Geometrie genannt, da er auf dem Lobatschewskischen Parallelenaxiom beruht, welches der hyperbolischen Geometrie zugrunde liegt.

### Elliptische Geometrie
In der elliptischen Geometrie gibt es keinen dem Außenwinkelsatz entsprechenden Satz. Allerdings lassen sich in der Kugelgeometrie für eulersche Kugeldreiecke manche der oben dargestellten Folgerungen ziehen wie etwa die oben angegebene Dreiecksungleichung.